# Posta (Daressalam)
Posta ist ein Stadtteil der tansanischen Groß- und ehemaligen Hauptstadt Daressalam.

## Lage
Der Stadtteil befindet sich an der Ostküste, am Ende der Flussmündung in den Indischen Ozean.

## Bedeutung
Er liegt in der Innenstadt von Daressalam, ist zwar nicht das geographische Zentrum, jedoch neben Gerezani und Magomeni strukturelles, kulturelles und behördliches Zentrum der Stadt.
Ebenso befinden sich die Hauptsitze vieler Banken und Unternehmen in Posta.

### Tourismus und Verkehr
Da es sich um den Stadtteil Daressalam handelt, welcher in der deutschen Kolonialzeit als erster besiedelt wurde, finden sich hier zahlreiche historische und denkmalgeschützte Gebäude, darunter auch das älteste erhaltene Haus Tansanias.
Ebenso befindet sich die Nationalbibliothek und die Stadtbibliothek (am Nationalmuseum) in Posta, in dieser kann auch durch Kauf einer Eintrittskarte vor Ort gelesen werden ohne einen Ausleihausweis zu besitzen, also auch durch Touristen.
Das Nationalmuseum in Posta ist Spiegelbild der tansanischen Geschichte von Beginn der Kolonialisierung bis heute.
Sowohl im Tourismus als auch im Fernverkehr ist der Stadtteil von enormer Bedeutung für Daressalam.

## Verkehr
An der Stadtteilsgrenze zu Posta befindet sich dar Bahnhof Daressalam Magufuli, welcher nach der Schließung des alten Hauptbahnhofs dessen Funktion der Bahnstrecke nach Dodoma und weiter nach Mwanza übernommen hat.
Ebenso bestehen an Fährterminal des Hafens Fährverbindungen nach Sansibar, Mafia Island und Pemba Island.
Des Weiteren verkehrt hier die Stadtfähre nach Kigamboni.

### Stadtverkehr
Der Stadtteil ist gut an den ÖPNV angeschlossen, durch die Stationen „Halmashauri ya jiji“, „Posta ya zamani“ und das „Kivukoni Terminal“ an das Mwendokasi-Netz, sowie durch die Station Stesheni , nahe dem alten Hauptbahnhof an der Zentralbahn,  an das Daladala-Netz.
Koordinaten: 6° 49′ S, 39° 17′ O